# Drinklange
Drinklange (en luxemburguès:  Drénkelt; en alemany: Drinklingen) és una vila de la comuna de Troisvierges, situada al districte de Diekirch del cantó de Clervaux. Està a uns 59 km de distància de la ciutat de Luxemburg.